# Etil acetoacetat
Etil acetoacetat (molekulska formula: CH3COCH2COOC2H5) je etil ester acetoocetne kisline. Uporablja se v kemijski sintezi vrste snovi, kot so aminokisline, analgetiki, antibiotiki in tiamin, pa tudi v industrijski proizvodnji plastik, barvil, parfumov in lakov.
Je vnetljiva tekočina s plameniščem 65 ˚C in vžigno temperaturo 295 ˚C. Pri segrevanju tekočine se tvorijo eksplozivne zmesi z zrakom, ki so težje od zraka, in se razširjajo pri tleh. Obstaja nevarnost vžiga zaradi vročih površin, isker ali odprtega plamena. Eksplozijsko območje je od 1,6 do 10,4 vol. %. Etilacetoacetat lahko silovito reagira v stiku z alkalijskimi snovmi, anorganskimi kislinami in oksidirajočimi snovmi. Meša se z mnogimi organskimi topili, kot so alkohol, eter, kloroform in benzen.